# John Gillespie
John Gillespie (ur. 16 stycznia 1879 w Edynburgu, zm. 5 grudnia 1943) – szkocki rugbysta, reprezentant kraju, sędzia sportowy.
Związany był z klubem Edinburgh Academicals, w którym pełnił także rolę kapitana. W latach 1899–1904 rozegrał w Home Nations Championship dziesięć meczów dla szkockiej reprezentacji, następnie był sędzią w tych rozgrywkach. W 1903 udał się na tournée British and Irish Lions, podczas którego zagrał w dziewiętnastu spotkaniach, w tym wszystkich trzech testmeczach.